# آنتونینا شفچنکو
آنتونینا شوچنکو (روسی: Антонина Анатольевна Шевченко؛ زادهٔ ۲۰ نوامبر ۱۹۸۴) ورزشکار هنرهای رزمی ترکیبی اهل قرقیزستان است. وی از سال ۲۰۰۳ میلادی تاکنون مشغول فعالیت بوده‌است.